# Sofiite
La sophiite è un minerale.